# Karin Herrera
Karin Larissa Herrera Aguilar (Ciudad de Guatemala, 25 de julio de 1967) es una química bióloga, científica, catedrática, política y socióloga guatemalteca que se desempeña como vicepresidenta de la República de Guatemala desde el 15 de enero de 2024; es la segunda mujer en ocupar dicho cargo en la historia del país.

## Biografía

### Primeros años
Herrera nació el 25 de julio de 1967 en la Ciudad de Guatemala en el seno de una familia conservadora de clase media. Hija única de Adalberto Herrera y Gladis Aguilar.
Su padre fue un abogado oriundo de Huehuetenango que ejerció en 1976 como juez titular del juzgado de primera instancia departamental de Petén, según los registros históricos del Organismo Judicial de Guatemala. Además fue Magistrado de la sala octava de la Corte de Apelaciones de Quetzaltenango en 1981, según los registros históricos del Organismo Judicial de Guatemala, mientras que su madre es una ama de casa originaria de Jutiapa. Herrera afirma que su madre era conservadora y anticomunista, pero cambió sus posiciones ideológicas posteriormente luego de leer el libro Masacres de la selva de Ricardo Falla. Durante su infancia, sus padres intentaron resguardarla del entorno hostil causado por el conflicto armado interno en el país, pese a esto, Herrera y su madre presenciaron el secuestro de un vecino, un joven estudiante de la Universidad de San Carlos de Guatemala. Este incidente dejó una marca negativa en la vida de Herrera, llevándola a optar por mantener un perfil bajo.

### Formación
Herrera cursó sus estudios primarios, secundarios y diversificados en el Colegio Belga, un reconocido colegio católico privado exclusivo para mujeres, donde se destacó por ser buena estudiante. Durante su tiempo en esa institución, fue influenciada por su maestra María del Rosario Godoy, una activista y líder del Grupo de Apoyo Mutuo que estaba en búsqueda de su esposo desaparecido durante el conflicto interno. Godoy fue secuestrada y asesinada en 1985 junto a su hijo y su hermano, de 2 y 21 años respectivamente.
Es química bióloga graduada de la Facultad de Ciencias Químicas de la Universidad de San Carlos de Guatemala. Tiene una maestría en estudios ambientales en la Universidad del Valle de Guatemala, y un doctorado en ciencias políticas y sociología en la Universidad Pontificia de Salamanca. Ha recibido diversos reconocimientos internacionales por su trayectoria en favor del medio ambiente.

### Carrera laboral universitaria
Se ha desempeñado como docente en la Universidad de San Carlos de Guatemala y directora del Instituto de Investigaciones Químicas y Biológicas de dicha universidad. También ha sido asesora ante diversas instancias en temas ambientales y políticos.
Como catedrática, ha impartido cursos como: Análisis y Control Microbiológico de Procesos Industriales y, Control Microbiológico de Alimentos, Medicamentos y Cosméticos. Herrera ha colaborado con la Comisión Guatemalteca de Normas (COGUANOR) y la Oficina Guatemalteca de Acreditación (OGA), fue representante ante el Comité Técnico de Laboratorios de Ensayo y Calibración de la OGA. Participó como asesora de varias tesis, seminarios y proyectos de investigación; también ha dado asesorías a la Autoridad de Lago de Amatitlán (AMSA), Médicos Sin Fronteras, la Red Nacional de Formación e Investigación Ambiental (REDFIA), entre otras organizaciones.

### Política universitaria
Durante las manifestaciones de 2015, Herrera decidió participar por primera vez en la política universitaria de la Universidad de San Carlos de Guatemala y en octubre de ese año, fue electa como representante del Colegio de Farmacéuticos y Químicos de Guatemala ante el Consejo Superior Universitario, ocupó dicha posición de 2015 a 2017.
Fue presidenta de la Asociación de químicos biólogos de Guatemala de 2016 a 2018.
En 2021 fue electa como la vicepresidenta de la Junta Directiva del Colegio de Farmacéuticos y Químicos de Guatemala para el período 2021–2023.

## Carrera política

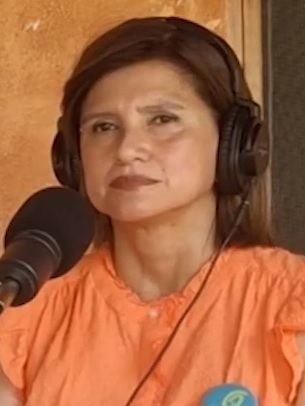
Karin Herrera en un Podcast en el año 2023

Herrera era una simpatizante del partido Movimiento Semilla. A finales de 2022, el diputado Román Castellanos la invitó a participar en el proceso interno para elegir a la candidata a la vicepresidencia de Semilla. Finalmente fue elegida por el partido y fue proclamada oficialmente en enero de 2023 como candidata a la vicepresidencia y compañera de fórmula del candidato presidencial Bernardo Arévalo para participar en las elecciones generales de 2023.
Según los resultados preliminares del 20 de agosto, el binomio Arévalo-Herrera se convirtió en el triunfador de la contienda electoral, obtenido más del 58 % de los votos y aventajó con más del 20 % al binomio Sandra Torres-Romeo Guerra.

### Vicepresidenta de Guatemala

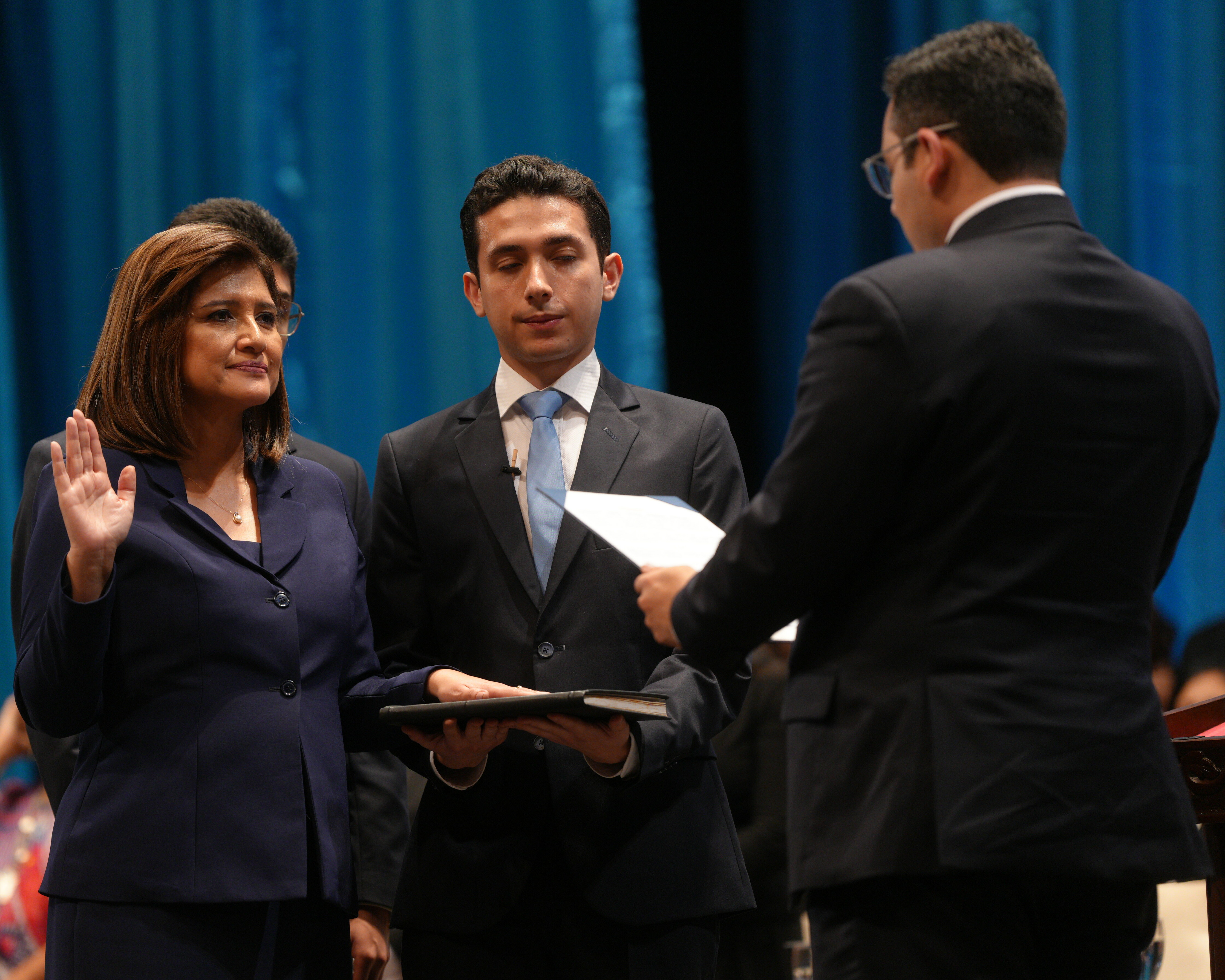
Acto de juramentación de la Constitución, ante el presidente del Congreso, durante la toma de posesión el 15 de enero de 2024.

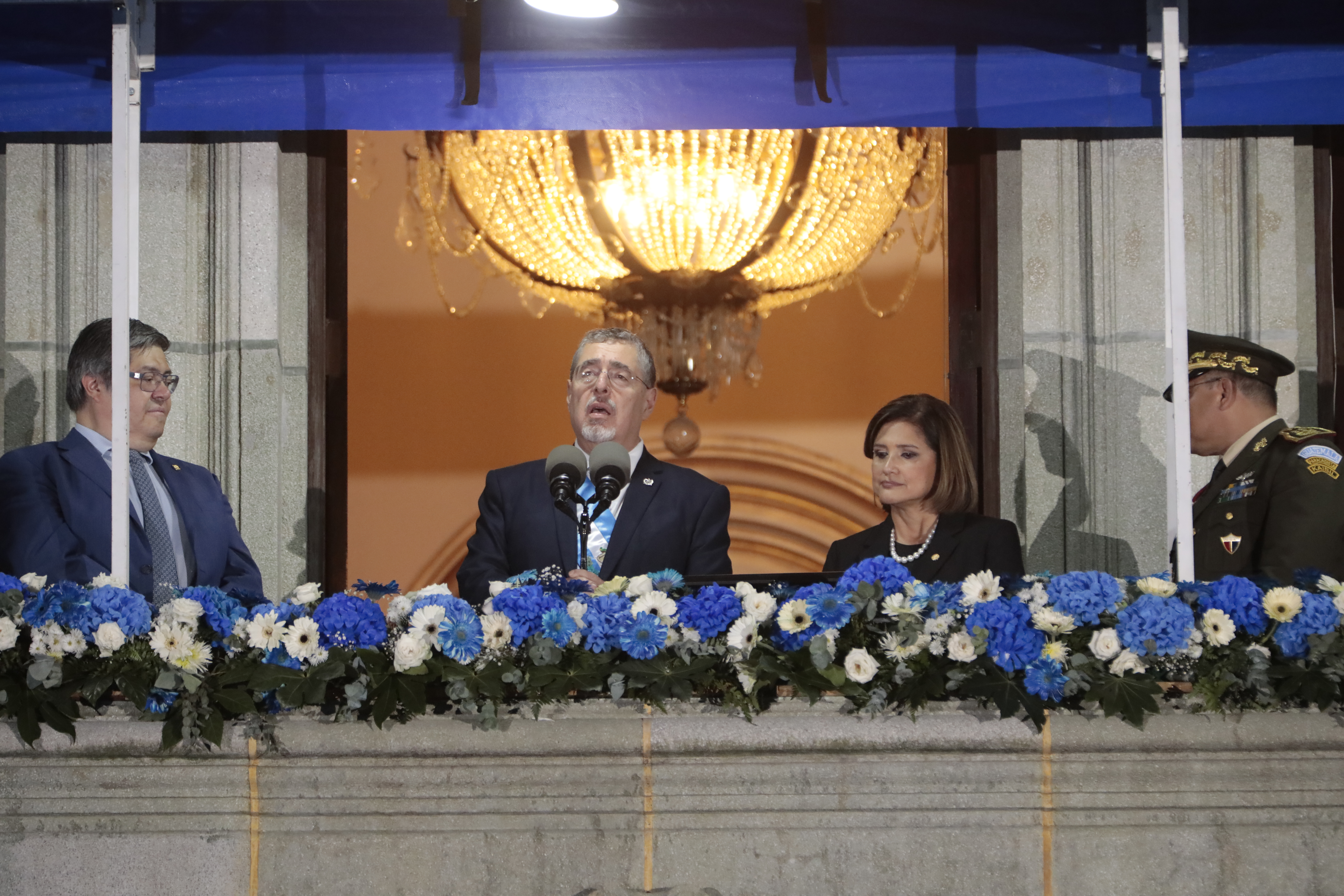
Bernardo Arévalo y la Vicepresidenta Karin Herrera participaron en los actos de la izada de la bandera, para conmemorar los 203 años de Independencia patria

Tomaron posesión la madrugada 15 de enero de 2024, tras juramentar la constitución ante el presidente del Congreso, Samuel Pérez Álvarez. La ceremonia tuvo nueve horas de retraso, debido a retrasos en la surrealista sesión del Congreso de la República por enfrentamientos ocasionados debido a la crisis política.
El 15 de febrero del mismo año, Herrera asumió por primera vez como presidenta en funciones de la República por la ausencia del presidente Arévalo en el territorio nacional. En dicha ceremonia realizada en el Aeropuerto Internacional La Aurora, estuvo presente Nery Ramos y Karina Paz, presidente y la secretaria primera del Congreso respectivamente. Ese mismo día realizó su primera visita en como jefa de estado interina a Panajachel para inspeccionar el proceso para proteger el Lago de Atitlán. El presidente Arévalo retornó a Guatemala el 24 de febrero.

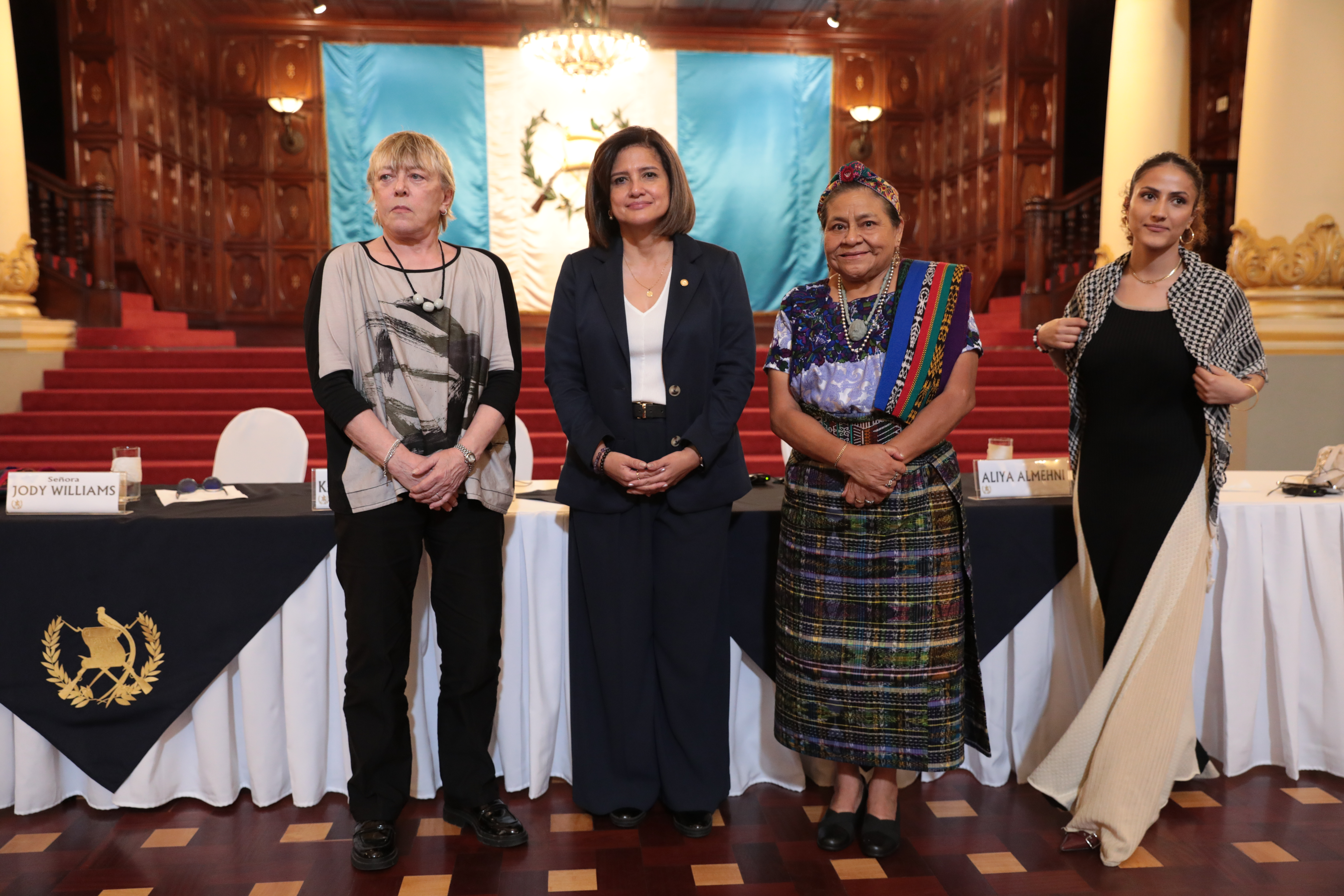
Karin Herrera junto al Premio Nobel de la Paz Rigoberta Menchú

El 24 de marzo del mismo año, asumió como presidenta en funciones tras la gira del presidente Arévalo por Estados Unidos.

## Posiciones políticas
Herrera afirma que su ideología política se basa en el humanismo cristiano.

## Vida personal
En 2001 se casó con el biólogo Gustavo Gómez Álvarez. La pareja se divorció en 2021. Tienen dos hijos. Aparte del español nativo, habla inglés.

## Actividades de Investigación
1. "Evaluación de la contaminación del aire por hongos microscópicos en el Herbario de la Universidad de San Carlos de Guatemala, Indes Seminum y Sección de macro hongos del Herbario de Biología de Guatemala". En Revista Científica Vol.23, No. 1 ISSN 20708246. p. 26-37.
2. "Evaluación de la contaminación del aire por hongos microscópicos en dos colecciones biológicas y dos museos de la ciudad de Guatemala". Revista Científica, Vol. 25, No. 2, ISSN 20708246, año 2015. Facultad CC.QQ. y Farmacia, Universidad de San Carlos de Guatemala. Págs. 43-58.
3. Investigadora principal del proyecto FODECYT 02-2008: “Impacto de la Calidad Microbiológica del Aire Externo, en el Ambiente Interno, en la Salud del Personal de Cuatro Laboratorios de Instituciones Públicas en la Ciudad de Guatemala y Bárcenas, Villa Nueva”, concluido en julio de 2009.
4. Presentación de la publicación del informe final del proyecto FODECYT 40-2007: “Estudio Micológico del aire en áreas ocupacionales y exteriores de la Facultad de Ciencias Químicas y Farmacia y otras áreas de la Universidad de San Carlos de Guatemala”. Presentada en SENACYT en enero de 2009 por ampliación solicitada.
5. Presentación de publicación del informe final del proyecto FODECYT 2-2008: “Impacto de la Calidad Microbiológica del Aire Externo, en el Ambiente Interno, en la Salud del Personal de Cuatro Laboratorios de Instituciones Públicas en la Ciudad de Guatemala y Bárcenas, Villa Nueva”.
6. Publicación de poster del proyecto: "Estudio Micológico del aire en áreas ocupacionales y exteriores de la Facultad de Ciencias Químicas y Farmacia y otras áreas de la Universidad de San Carlos de Guatemala" en el marco de la Semana Nacional de Ciencia y Tecnología 2009.
7. Publicación internacional del extracto de tesis para la obtención del grado de Doctora “Análisis, perspectivas y posibilidades del desarrollo de una Reserva Natural de Usos Múltiples". El caso de Monterrico en Guatemala.  Madrid, 2009.
8. Proyecto de investigación “Estudio Micológico del aire en áreas ocupacionales y exteriores del Laboratorio de Productos Naturales ubicado en el Edificio T-10 en la Ciudad Universitaria zona 12 y el laboratorio ubicado en la zona 1 del Centro de Información y Asesoría Toxicológica del Departamento de Toxicología de la Facultad de CC.QQ. y Farmacia de la Universidad de San Carlos de Guatemala”. Autor:  Enrique Rafael Solís Cajas.